# Haliclona lentus
Haliclona lentus är en svampdjursart som beskrevs av Kazuo Hoshino 1981. Haliclona lentus ingår i släktet Haliclona och familjen Chalinidae. Inga underarter finns listade i Catalogue of Life.